# Microplexia nephelea
Microplexia nephelea är en fjärilsart som beskrevs av Paul Mabille 1899. Microplexia nephelea ingår i släktet Microplexia och familjen nattflyn. Inga underarter finns listade i Catalogue of Life.